# Тарасово (Промишленнівський округ)
Тара́сово (рос. Тарасово) — село у складі Промишленнівського округу Кемеровської області, Росія.

## Населення
Населення — 1274 особи (2010; 1308 у 2002).
Національний склад (станом на 2002 рік):
- росіяни — 93 %